# Go Ahead Leon Live 99
Go Ahead Leon Live 99是香港歌手黎明的個人演唱會，由耀榮娛樂有限公司主辦，AXA國衛保險冠名贊助，演唱會於1999年11月20日至12月12日一連23場在香港體育館舉行，黎明在演唱會尾場宣佈往後不再領取香港樂壇頒獎禮的獎項，引起各界的關注和討論。

## 背景
《Go Ahead Leon Live 99》是黎明第五次在香港體育館（紅磡體育館）舉行的個人演唱會，主辦方於1999年10月20日舉行記者會公佈有關詳情，此演唱會由梁天恩監製，出品人為張耀榮，黎明的經理人陳善之擔任顧問，贊助商AXA國衛保險為台前幕後工作人員提供港幣2,300萬元保險，以及為黎明提供港幣3,800萬個人保險。演唱會由張耀榮旗下的耀榮娛樂有限公司主辦，原定於1999年11月20日至12月9日晚上在紅館磡體育館舉行，其後獲准於同年12月10日至12日加開3場，合共舉行23場。

## 製作
演唱會由日本的製作公司負責舞台製作，採用T字型設計的三面舞台，所有器材都是全新訂造，雷頌德擔任音樂監製及表演嘉賓，以電子音樂為主，12名舞蹈員來自韓國，黎明在演唱會中所穿着的服裝以便服為主，以不同款式的帽子配合演出。在籌備演唱會期間，黎明曾經到韓國、日本等多個地方，分別以英語、韓語、日語與外籍工作人員開會商討演唱會製作事宜，他表示從外地邀請的工作人員，機票和食宿費用約港幣二三百萬元，而為了迎接千禧年，特意安排6名近身保鏢穿上灰色西裝工作，保安費價錢因此提高了，整個演唱會的製作費出現超支情況，惟未有透露實際金額。

## 反響

### 票房反應
演唱會門票售價分別為港幣400元、200元、100元，1999年8月中開始接受信用卡會員優先訂票，預訂額在不足兩個月內已近爆滿，佔整體門票七成，其餘三成門票於1999年10月21日公開發售，有觀眾為了購得前排位置的門票，提前於10月初到各售票處通宵排隊。警察公共關係科曾表示警員可以七折價錢購買400元票價的門票，而主辦單位則表示沒有此事。1999年12月11日，黎明與張耀榮合共捐出港幣33萬元門票收益給香港公益金。

### 各界迴響
此演唱會受到各界關注，香港及多個國家的傳媒均有到場採訪，有記者在首場演唱會因不滿大會安排的座位距離舞台太遠，一度離場抗議，導致演唱會延遲半小時開場。每場演唱會均有不少藝人以觀眾身份出席，現場觀眾來自香港及世界各地，當中有來自日本的觀眾穿著和服捧場，在觀眾席跟隨黎明及舞蹈員邊唱邊跳。1999年12月7日，約十名觀眾因不滿黎明與藝人舒淇的緋聞，在演唱會開場前於場館外怒罵舒淇，揚言在演唱會期間擲物到舞台上，並與其他現場觀眾互相對罵，其後在唱片公司高層王凱文勸喻後情緒回復平靜，如常進場觀看演唱會。1999年12月8日是「黎明家族」的國際歌迷日，來自韓國、日本、台灣、美國、加拿大等13個國家及地區的觀眾出席演唱會，由於紅館體育外圍正在進行裝修工程，歌迷會因此取消場外活動，黎明分別以粵語、國語、英語及韓語等多國語言跟現場觀眾溝通，眾人反應熱烈，聽從黎明的指示站起來跳舞，當黎明下台與觀眾握手時場面混亂，其中一排椅子被觀眾推至跌在地上。黎明在1999年12月12日的尾場演唱會宣佈退出香港樂壇頒獎禮，從今以後不再領取香港樂壇頒獎禮的獎項，也不會出席香港樂壇頒獎禮活動，各界人士對於黎明的決定感到突然和震驚，有觀眾激動流淚，而大部份觀眾則給予掌聲表示支持。

## 評論摘要
有傳媒認為演唱會採用的舞台較常用的為高，坐於前排的觀眾要抬頭觀看演出，距離感略增，而兩側接近伸展舞台邊的觀眾則較易觀看黎明的演出，反應亦比較熱烈。黎明對於演唱會的反應和製作感到滿意，認為做到他想做的演唱會，他表示自己只想做最好的音樂，從1999年9月開始便為演唱會做準備，除了推掉其他工作，亦不惜在道具、舞蹈員及住宿方面花費金錢。主辦機構負責人張耀榮對《Go Ahead Leon Live 99》的成績感到非常滿意，他表示這個是1999年之中賺錢最多的演唱會，評論認為黎明差不多兩年沒有舉行演唱會，觀眾已經期待已久，得悉黎明舉行演唱會後，便第一時間前往購票，門票銷售情況理想，演唱會的入座率達到九成多，舉行場數多達23場，演唱會只開三面台，機關方面比四面台少，舞蹈員人數減少至12名，黎明的演出服裝以便服為主，削減了不少開支，這些都是賺錢的原因之一。